# Sboriște, Sliven
Sboriște (în bulgară Сборище) este un sat în comuna Tvărdița, regiunea Sliven, Bulgaria. 

## Demografie
Componența etnică a satului Sboriște
     Bulgari (70,16%)
     Romi (25,58%)
     Nicio identificare (4,24%)
     Altele (0,55%)
La recensământul din 2011, populația satului Sboriște era de 1.790 locuitori. Din punct de vedere etnic, majoritatea locuitorilor (70,16%) erau bulgari, cu o minoritate de romi (25,58%). Pentru 4,24% din locuitori nu este cunoscută apartenența etnică.